# Berufsverband für den Rettungsdienst
Der Berufsverband für den Rettungsdienst e. V. (BVRD) ist eine 1979 als eingetragener Verein gegründete Interessenvertretung der haupt- und nebenamtlichen Rettungsassistenten und Rettungssanitäter in Deutschland. Der Berufsverband ist seit Mitte des Jahres 2015 inaktiv. Die Website ist abgeschaltet, die Geschäftsstelle ist nicht mehr erreichbar. Der Sitz ist im hessischen Lich.

## Tätigkeit
Der BVRD vertritt laut Satzung die Interessen der hauptamtlich und nebenamtlich im Rettungsdienst Beschäftigten gegenüber der Exekutive (z. B. Bundesgesundheitsministerium), der Legislative (z. B. Deutscher Bundestag) sowie anderen Verbänden und Institutionen (z. B. Bundesärztekammer). Der BVRD wurde in seiner aktiven Zeit regelmäßig zu Anhörungen geladen und zu Stellungnahme aufgefordert. Beispielsweise war der BVRD im Juli 2007 zur Anhörung des Gesundheitsausschusses des Bundestags zur Notwendigkeit der Novellierung des Rettungsassistentengesetzes geladen. Auch zur abschließenden Anhörung des Gesundheitsausschusses des Bundestags im Januar 2013 vor dem Beschluss des Notfallsanitätergesetzes war er geladen Weiterhin war der BVRD beispielsweise im Mai 2009 zur Anhörung des Gesundheitsausschusses des Bundestags zum Einfügen einer Modellklausel in das Rettungsassistentengesetz und im November 2010 zur Anhörung des Sozialpolitischen Ausschusses des Hessischen Landtags zur Neufassung des Hessischen Rettungsdienstgesetzes geladen. Der BVRD hatte seit 1995 Kritik am Rettungsassistentengesetz geübt.
Ein Vertreter des BVRD war von Januar 2008 bis Oktober 2011 in den Expertengruppen beim Bundesgesundheitsministerium an den Vorarbeiten für das Notfallsanitätergesetz beteiligt. Weiter setzte sich der BVRD für die Schaffung von Hochschulstudiengängen für Rettungsfachpersonal ein, vertrat er die Interessen des Rettungsfachpersonals unter anderem in der Fachberufekonferenz bei der Bundesärztekammer und war fast 10 Jahre an der Ausrichtung der RETTmobil in Fulda (internationale Fachmesse mit angegliedertem Kongress) beteiligt. Die von 1983 bis einschließlich 2014 erscheinende Mitgliederzeitschrift Rettungsdienst-Journal (ISSN 0178-2193) enthielt auf 32 Seiten Fachartikel sowie Informationen.
Der BVRD ist einer von drei bisher in Deutschland aufgetretenen Berufsverbänden für das Rettungsfachpersonal. Neben dem BVRD und dem DBRD, der im Jahr 2006 gegründet wurde, war von 1987 bis 1997 noch der VDRS aktiv.